# Todor Żiwkow
Todor Żiwkow (bułg. Тодор Живков, ur. 7 września 1911 w Prawecu, zm. 5 sierpnia 1998 w Sofii) – bułgarski polityk i działacz komunistyczny, I sekretarz, a następnie sekretarz generalny Komitetu Centralnego Bułgarskiej Partii Komunistycznej w latach 1954–1989, przewodniczący Rady Państwa w latach 1971–1989 i faktyczny wieloletni przywódca Ludowej Republiki Bułgarii.

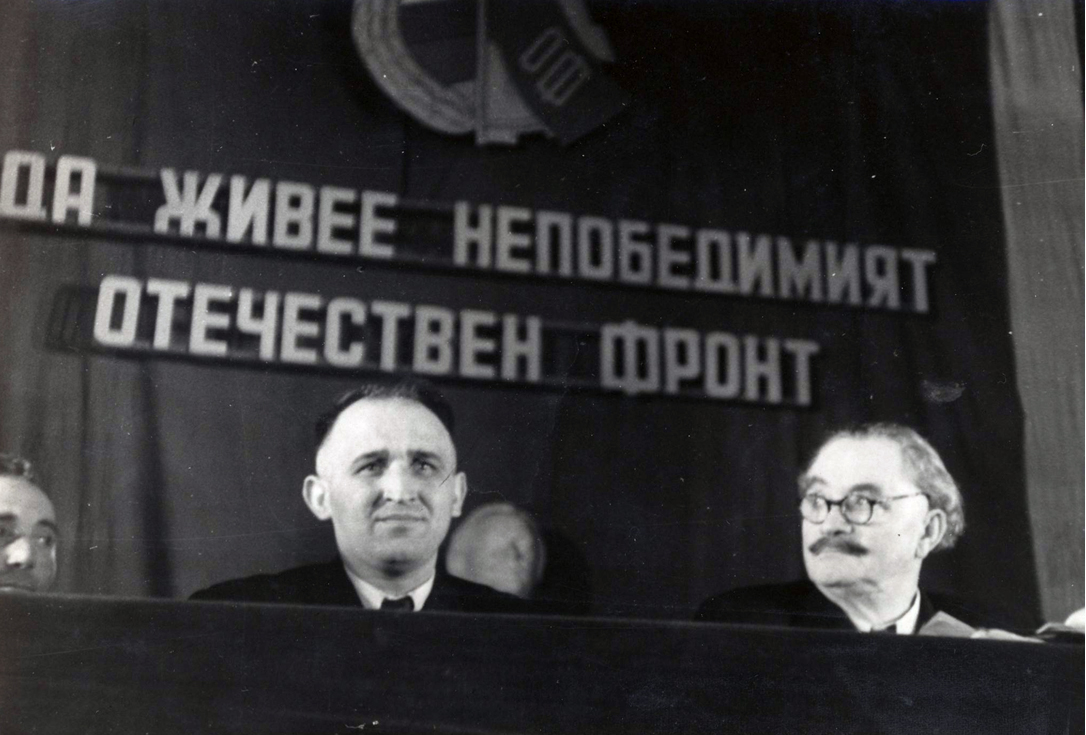
Żiwkow i Gieorgi Dimitrow w 1946

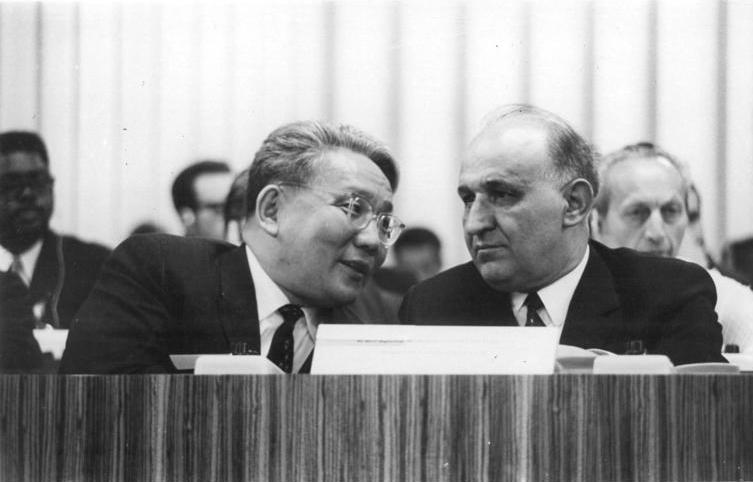
Todor Żiwkow i Jumdżaagijn Cedenbal w 1971

## Życiorys
Urodził się w biednej rodzinie chłopskiej. W młodości związał się z młodzieżówką partii komunistycznej. Od 1932 członek partii komunistycznej. Od 1942 członek Sofijskiego Komitetu Obwodowego. W trakcie II wojny światowej działacz ruchu oporu przeciwko bułgarskim władzom kolaborującym z Niemcami. Od 1948 członek KC Bułgarskiej Partii Komunistycznej (BPK). W latach 1948–1949 pierwszy sekretarz Komitetu Miejskiego w Sofii. W latach 1950–1951 sekretarz KC i zastępca członka Biura Politycznego KC BPK. W czasie destalinizacji zastąpił w 1954 na stanowisku I sekretarza BPK Wyłko Czerwenkowa. Na V zjeździe partyjnym zażądał, by partia – na wzór radziecki – podjęła walkę z kultem jednostki oraz poddał krytyce Czerwenkowa, co w kwietniu 1956 roku zyskało aprobatę plenum KC BPK.
Do 1962 zwalczał frakcję Wyłko Czerwenkowa i Antona Jugowa piastujących kolejno stanowisko premiera. Od 1962, po usunięciu z partii dotychczasowych dygnitarzy (w tym Czerwenkowa) zostaje premierem. W latach 1971–1989 przewodniczący Rady Państwa. Jako czterdziestotrzylatek był najmłodszym przywódcą państwowym w całym bloku radzieckim.
Pod rządami Żiwkowa w BPK osądzono i odsunięto od władzy Czerwenkowa i Jugowa, wypuszczono na wolność więźniów politycznych, a także zrehabilitowano Trajcza Kostowa. Oficjalnie potępiono kult jednostki i skrytykowano błędy popełnione w minionych latach. Liberalne reformy Żiwkowa nie spodobały się ortodoksom partyjnym. Gdy Żiwkow w czasie rozłamu radziecko-chińskiego w 1965 roku poparł stronę ZSRR, nastawieni prochińsko, konserwatywni działacze partii, podjęli się nieudanej próby puczu, rozbitej przez rząd. Od tamtego czasu utrzymywał bardzo ścisłe stosunki z ZSRR, a z szefem tego państwa – Nikitą Chruszczowem – nawiązywał znajomość, którą zachował nawet wtedy, gdy radziecki przywódca został odsunięty od władzy.
W trakcie jego rządów bułgarska gospodarka narodowa rozwijała się stosunkowo stabilnie do lat 80. Bezrobocie było bardzo znikome, jednak utrzymanie go na niskim poziomie wiązało się ze wzrostem biurokracji i spadkiem efektywności pracy. Utrzymanie stabilnej produkcji było możliwe dzięki współpracy z ZSRR. Związek Radziecki otworzył swój rynek dla bułgarskich wyrobów, zapewnił dostawy ważnych surowców po preferencyjnych cenach, a także niejednokrotnie udzielał Bułgarii bezzwrotnej pomocy. Ceną za te korzyści było całkowite uzależnienie polityczne i gospodarcze Ludowej Republiki Bułgarii od ZSRR, które w końcu lat 80. przyczyniło się do kryzysu gospodarczego w kraju.

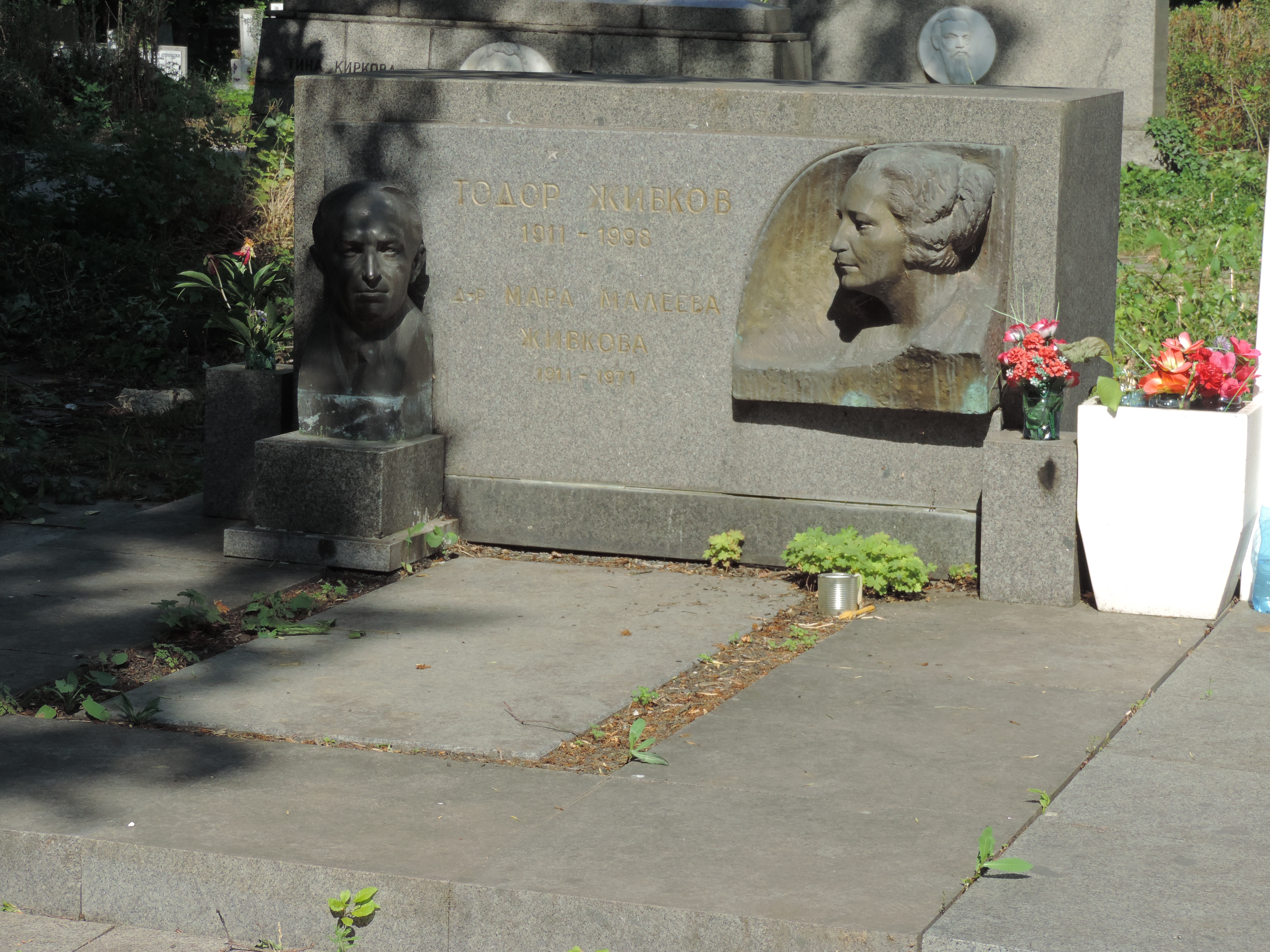
Grób Todora Żiwkowa na cmentarzu centralnym w Sofii

W latach 80. po fali pogorszenia się relacji z rządem Turcji BPK zainicjował tzw. proces odrodzenia, którego przejawem była m.in. przymusowa zmiana tureckobrzmiących imion i nazwisk na bułgarskie. Represje ze strony rządu dosięgnęły znaczną część mniejszości tureckiej i tzw. Pomaków i spowodowały falę emigracji, która pogorszyła jeszcze złą sytuację ekonomiczną kraju w latach 80.
Po 1985, pod wpływem reform w ZSRR zainicjowanych przez Michaiła Gorbaczowa, prowadził politykę tzw. głasnosti i pieriestrojki. W jej ramach zrehabilitował ofiary stalinizmu oraz prowadził liberalizację gospodarki. W 1987 roku z jego inicjatywy wprowadzono nową ordynację wyborczą, zezwalającą na zgłaszanie większej liczby kandydatów niż jest miejsc do obsadzenia. Mimo liberalizacji ustrojowej kontynuował politykę nieprzyjazną wobec mniejszości tureckiej, która spowodowała rozruchy z jej udziałem. 10 listopada 1989 roku pozbawiony wszystkich zajmowanych stanowisk przez plenum KC BPK. Dymisję spowodowała kolejna fala represji antytureckich przeprowadzonych w 1989 (spowodowały one wyjazd z kraju 300 tysięcy osób pochodzenia tureckiego) oraz zachwianie pozycji ZSRR. Władzę w partii przejął po nim reformatorsko nastawiony Petyr Mładenow.
18 stycznia 1990 Todor Żiwkow został aresztowany i oskarżony o popełnienie szeregu przestępstw. W lipcu 1990 jego tymczasowy areszt został zmieniony na areszt domowy. Prokuratura Generalna Bułgarii wszczęła przeciwko niemu aż pięć postępowań (m.in. w sprawie rzekomej defraudacji pieniędzy). Żiwkow nie przyznał się do wszystkich zarzucanych mu czynów. Został jednak uznany za winnego czwartego oskarżenia, a następnie skazany na siedem lat pozbawienia wolności. Były premier zakwestionował werdykt sądu i odwołał się od niego. Sąd apelacyjny, chociaż stwierdził „dziwactwa” w pierwotnym wyroku, postanowił go potwierdzić, jednocześnie obniżając wyrok jedynie do roku i sześciu miesięcy. Przewodniczący sądu stwierdził, że jeśli Żiwkow jest nadal niezadowolony z werdyktu, może tylko zwrócić się o ułaskawienie do prezydenta Żelu Żelewa. Żiwkow stanowczo odmówił proszenia o ułaskawienie i oświadczył, że nawet gdyby prezydent mu go udzielił, nie przyjąłby go, ponieważ uważał, że przebaczenia są udzielane tylko winnym, a on sam nie uważa się za winnego.
8 czerwca 1993 został uznany za niewinnego piątego aktu oskarżenia. W 1994 jego wyrok w procesie dotyczącym czwartego oskarżenia wszedł w życie, ale został zastąpiony aresztem domowym z uwagi złego stanu zdrowia. Żiwkow nadal twierdził, że jest niewinny. 15 września 1995 Sąd Najwyższy Bułgarii zgodził się go wysłuchać i ponownie rozpatrzył jego sprawę. Żiwkow zagroził, że pójdzie do Europejskiego Trybunału Praw Człowieka, jeśli tym razem nie zostanie uniewinniony. Oskarżał również bułgarskie sądy o przyjmowanie poleceń politycznych. 9 lutego 1996 bułgarski Sąd Najwyższy uznał, że prokuratura nie przedstawiła dowodów winy Żiwkowa. Uchylono wyrok w sprawie oskarżenia czwartego i uznano byłego przywódcę Bułgarii za niewinnego wszystkich zarzucanych mu czynów.
W 1997 udzielił ostatniego wywiadu dla Byłgarskiej nacionałnej telewiziji. W 1998 został przyjęty do Bułgarskiej Partii Socjalistycznej. Todor Żiwkow zmarł 5 sierpnia 1998, z powodu powikłań oskrzelowego zapalenia płuc. Polityk pochowany został na cmentarzu centralnym w Sofii. Ówczesne władze odrzuciły prośby rodziny oraz Bułgarskiej Partii Socjalistycznej o pochówek Żiwkowa z należytymi honorami państwowymi.

## Ordery i odznaczenia

### Bułgaria
- Bohater Ludowej Republiki Bułgarii (dwukrotnie, w 1971 i 1981)
- Bohater Pracy Socjalistycznej (1961)
- Order Georgi Dimitrowa (czterokrotnie)
- Order 13 wieków Bułgarii
- Medal 30-lecia zwycięstwa nad faszystowskimi Niemcami (1975)
- Medal 40-lecia zwycięstwa nad faszystowskimi Niemcami (1985)
- Medal 40-lecia socjalistycznej rewolucji w Bułgarii (1984)
- Medal 90-lecia urodzin Georgi Dymitrowa (1972)
- Medal 100-lecia urodzin Georgi Dymitrowa (1982)
- Medal 25 lat władzy ludu (1969)
- Medal „Wojna Ojczyźniana 1944–1945” (1947)
- Medal 50-lecia powstania antyfaszystowskiego (1973)
- Medal 100-lecia powstania kwietniowego (1976)
- Medal 100-lecia wyzwolenia Bułgarii spod jarzma osmańskiego (1978)

### Związek Radziecki

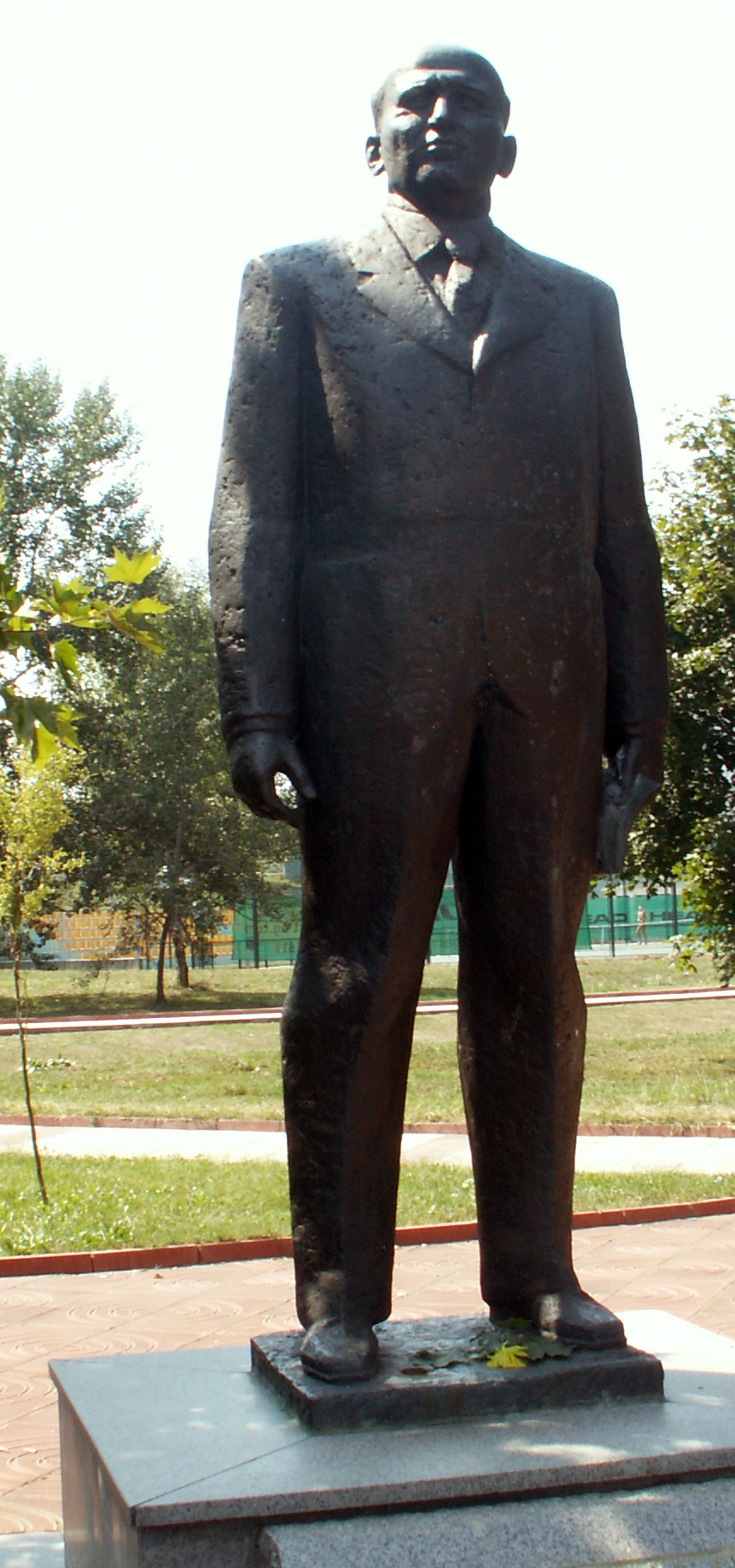
Pomnik Todora Żiwkowa w Prawecu, odsłonięty w 2001

- Złota Gwiazda Bohatera Związku Radzieckiego (1977)
- Order Lenina (trzykrotnie)
- Order Rewolucji Październikowej (1986)
- Medal jubileuszowy „Czterdziestolecia zwycięstwa w Wielkiej Wojnie Ojczyźnianej 1941–1945”

### Pozostałe
- Order Suche Batora (Mongolska Republika Ludowa, 1973)
- Order Karla Marksa (Niemiecka Republika Demokratyczna, trzykrotnie)
- Złoty Order Olimpijski
- Order Gwiazdy Jugosłowiańskiej[15]
- Wielki Łańcuch Orderu Infanta Henryka (Portugalia, 1979)
- Order José Martí (Republika Kuby)
- Order Playa Girón (Republika Kuby)
- Order Klementa Gottwalda (Czechosłowacka Republika Socjalistyczna, 1981)
- Order Republiki (Czechosłowacka Republika Socjalistyczna)
- Krzyż Wielki Orderu Odrodzenia Polski (Polska Rzeczpospolita Ludowa, 1967)[16]
- Wielka Wstęga Orderu Zasługi Polskiej Rzeczypospolitej Ludowej (PRL, trzykrotnie)[17]
- Order Gwiazdy Rumunii (Socjalistyczna Republika Rumunii)
- Order Zwycięstwa Socjalizmu (Socjalistyczna Republika Rumunii)
- Wstęga Orderu Orła Azteckiego (Meksyk)
- Krzyż Wielki Legii Honorowej (Francja)
- Wstęga Orderu Chryzantemy (Japonia)
- Krzyż Wielki Orderu Zbawiciela (Grecja)
- Wielka Wstęga z Łańcuchem Orderu Nilu (Egipt)
- Order Za Zasługi (Syryjska Republika Arabska)

## Upamiętnienie, spuścizna i ocena
Spory dotyczące osoby Todora Żiwkowa i jego rządów nie ustają w Bułgarii do dziś. Dla jednych pozostaje wielkim i pragmatycznym przywódcą, dla innych zaś dyktatorem.
7 września 2001, z okazji 90. rocznicy urodzin Todora Żiwkowa, odsłonięto jego pomnik w Prawecu, gdzie się urodził. W tym samym mieście znajduje się również poświęcone jego osobie muzeum założone w 2002. W 2011 w mieście Nesebyr pojawił się billboard z okazji stulecia urodzin Żiwkowa.
Coroczne obchody urodzin byłego bułgarskiego przywódcy cieszą się od lat niesłabnącą popularnością. W 2013 we wsi Odarne odsłonięto kolejny pomnik byłego premiera. Do dorobku i dziedzictwa rządów Todora Żiwkowa odwołuje się Bułgarska Partia Socjalistyczna.
Również wśród zwykłych Bułgarów rośnie poziom nostalgii i sympatii do jego osoby. Według sondażu z 2014 - 55% badanych respondentów pozytywnie oceniło dorobek Żiwkowa. W 2019 pozytywny stosunek do byłego przywódcy wyraziło 45% badanych.